# سيباستيان سيلر
سيباستيان سيلر (بالألمانية: Sebastian Sailer)‏ (و. 1714 – 1777 م) هو كاتب، ومؤرخ ألماني، ولد في فايسنهورن، توفي عن عمر يناهز 63 عاماً.